# Jason Goes to Hell: The Final Friday
Pátek třináctého 9 (ang. titul: Jason Goes to Hell: The Final Friday, česky tedy Jason jde do pekla: Poslední pátek) je americký hororový film z roku 1993 režiséra Adama Marcuse. Film je v pořadí 9. dílem série Pátek třináctého, ale prvním, na jehož distribuci se podílela společnost New Line Cinema.

## Děj
Jason Voorhees, masový vrah od jezera Crystal lake, je zničeho nic dopaden FBI a následně rozstřílen na kusy. Teď už to vypadá, že po dlouhých letech nastane u jezera klid, avšak pouze do té doby, než koroner sní Jasonovo srdce. Tím započne koloběh Jasonova převtělování z člověka na člověka. Za jejich pomoci se pak snaží najít svou sestru Jessicu, která by mu pomohla znovu se zrodit v původní síle. Nepůjde mu to ale tak lehce, protože má v patách Creightona – lovce odměn, který po Jasonu Voorheesovi jde a ví, jak jej zničit. Jasonovi se podaří znovuzrodit díky tělu Jessiciny matky a zabije Creightona. Po souboji se jí nakonec podaří vrazit do Jasonova srdce rodinou dýku. Ten je následně vtažen démony do pekla. Film končí scénou, ve které Jasonovu ikonickou masku stáhne pod zem Freddy Krueger.

## Obsazení
John D. LeMay – Steven Freeman
Kari Keegan –  Jessica Kimble
Steven Williams – Creighton Duke
Allison Smith – Vicki
Erin Gray –  Diana Kimble
Steven Culp – Robert Campbell
Rusty Schwimmer – Joey B.
Leslie Jordan – Shelby
Billy "Green" Bush – šerif Landis
Kane Hodder – Jason Voorhees/hlídač v márnici/ruka Freddyho Kruegera
Andrew Bloch –  Josh
Kipp Marcus – Randy Parker
Richard Gant – koroner
Adam Cranner – Ward
Julie Michaels – Elizabeth Marcus
James Gleason – agent Abernathy
Dean Lorey – Eric Pope
Adam Marcus – důstojník Bish
Mark Thompson – důstojník Mark
Brian Phelps – důstojník Brian
Blake Conway – důstojník Andell
Madelon Curtis  – důstojník Ryanová
Paul Devine – Paul
Michelle Clunie – Deborah
Michael B. Silver – Luke
Kathryn Atwood – Alexis
Jonathan Penner – David
Brooke Scher – Stephanie Kimble

## Zajímavosti
Tento díl nemá návaznost na předchozí osmý díl, kdy byl Jason zničen ve stokách nebezpečným odpadem.
Při dokončování filmu se ve studiu New Line Cinema uvažovalo o spojení dvou klasik a to Jasona Voorheese s Freddym Kruegerem z Noční můry v Elm Street. Proto je jako poslední záběr použita známá rukavice Freddyho, která stahuje pod zem masku Jasona.